# Беноццо Ґоццолі
Беноццо Ґоццолі (італ. Benozzo Gozzoli; 1420, Скандіччі — 4 жовтня 1497, Пістоя) — італійський художник, скульптор часів Відродження.

## Життєпис
Народився у містечку Скандіччі у родині кравця Лезі ді Сандро. У 1427 році разом із родиною переїхав до Флоренції. Маючи природний хист до малювання став учнем художника Фра Анжеліко. Згодом допомагав вчителю в оздобленні церкви Святого Марка. З 1437 року працював самостійно, відкрив власну майстерню. У 1444—1445 роках виконував низку робіт разом з Лоренто й Вітторіо Гіберті (зокрема Баптистерій у Флоренції).
У 1447—1449 роках виконував роботи на замовлення пап римських Євгенія IV та Миколи V у Ватиканському палаці.
у 1449 році переїхав до Орв'єто. Тут він перебував до 1450 року, коли отримав замовлення від Монтефалько, у 1352 році — від монахів з Нарні. У 1453—1456 роках виконав малюнки у Вітербо, а у 1456—1459 роках — у Перуджі. У 1456 році взяв участь в оформленні церемонії інтронізації папи римського Пія II.
У 1459 році повернувся до Флоренції. Тут Ґоццолі після одруження виконував замовлення родини Медичі і інших заможних громадян. Втім вже у 1464 році працював для церков міста Сан-Джиміньяно. Тут також плідно працював до 1467 року, коли перебрався до Пізи. Відкрив свою майстерню, яка діяла до 1495 року, коли Ґоццолі повернувся до Флоренції. Але тут він перебував недовго, вже у 1496 році на запрошення місцевої громади переїхав до Пістої.
Помер Беноццо Ґоццолі 4 жовтня 1497 року у Пістої від чуми під час її чергової епідемії.

### Творчість
У нього помітно новий підхід у відображенні природи, любив передавати людські характери. Картині яскраві, живі у проявах людей та об'єктів. Його пейзажі переповнені птахами й тваринами, особливо собаками, вони різноманітніші, ніж у попередників. Кольори цього художника дуже яскраві та святкові. У живопису він використовував техніку темпери. Мав велику працьовитість, в доробку Ґоццолі близько 80 картин, фресок, мініатюр.
Знався також на скульптурі. У 1445—1448 роках для дверей Флорентійського баптистерію виконав дві скульптурні композиції — «Візит цариці Савської до Соломона» та «Взяття Єрихону».
Найвизначніші твори:
- Викрадення Олена. 1437—1439 роки
- Мадонна з немовлям. 1440—1445 роки
- Мадонна з немовлям. Церква Санта Марія сопра Мінерва у Римі, 1449 рік
- Фрески монастиря Святого Фортуната у Монтефалько, 1450 рік
- Фрески для Каплиці волхвів палацу Медічі-Ріккарді, Флоренція, 1459—1460 роки
- Вівтар Сакри Сонверсачо, Флоренція, 1461 рік
- Фреска «Життя Святого Себастьяна», 1464 рік.
- Фрески для церкви Святого Августина. Сан-Джиміньяно, 1464—1465 роки
- Цикл з 25 фресок, Кампосанто, Піза, 1465—1485 роки
- Тріумф святого Фоми Аквінського для Пізанського собору (сьогодні фрагменти зберігаються у Луврі), 1470—1475 роки
- Зняття з хреста, 1497 рік
- Воскресіння Лазаря, 1497 рік

## Родина
1459 року у Флоренції одружився з донькою одного торговця тканиною; інших відомостей про дружину немає. Від цього шлюбу Ґоццолі мав дев'ять детей, серед яких два сини, Франческо та Алессіо, стали учнями свого батька.